# Álvaro Cuadros
Álvaro Cuadros Morata (Granada, 12 aprile 1995) è un ex ciclista su strada spagnolo, professionista dal 2018 al 2022.

## Palmarès

### Strada
- 2016 (RH+-Polartec, una vittoria)

Trofeo Guerrita
- 2017 (Caja Rural-Seguros RGA U23, tre vittorie)

Memorial Valenciaga
3ª tappa Volta Provincia de Castelló (El Grao > Vistabella del Maestrazgo)
Classifica generale Volta Provincia de Castelló

#### Altri successi
- 2015 (AWT-GreenWay)

Classifica giovani Carpathian Couriers Race
Classifica scalatori Okolo Jižních Čech
- 2017 (Caja Rural-Seguros RGA U23)

1ª tappa Vuelta a Zamora (Villalobos > Villalpando, cronosquadre)
- 2021 (Caja Rural-Seguros RGA)

Classifica scalatori Route d'Occitanie

## Piazzamenti

### Grandi Giri
- Vuelta a España

2021: 78º